# Tsou (volk)

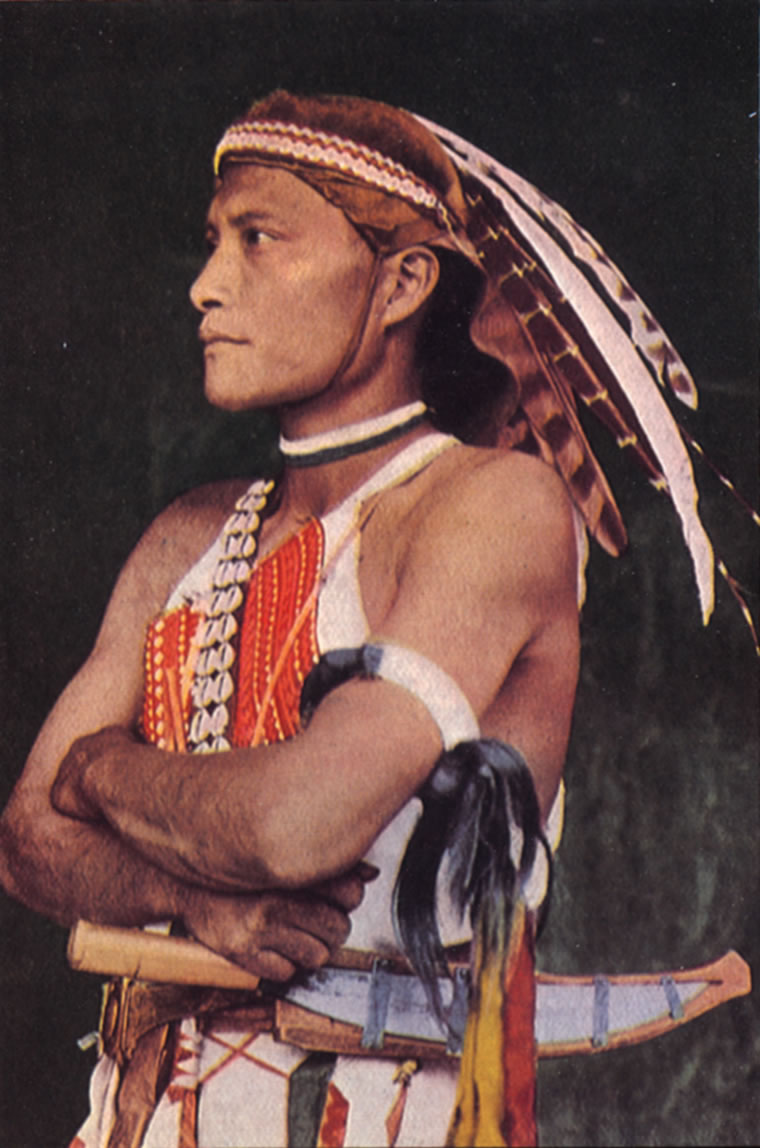
Jeugdige Tsou, voor 1945

De Tsou (ook gespelde Zou) zijn een inheemse bevolkingsgroep in Taiwan. De Tsou worden soms verward met de mensen Thao van het Meer van de Maan van de Zon. In 2000 waren er 6169 Tsou. Dit is ongeveer 1,6% van de oorspronkelijk Taiwanese bevolking, wat ze de op zes na grootste bevolkingsgroep maakt.